# Patrick Kwok-Choon
Patrick Kwok-Choon (Montréal, 19 novembre 1988) è un attore canadese.
È noto per aver interpretato i personaggi di Perry Crofte nella miniserie televisiva Wynonna Earp (2017) e del tenente Gen Rhys nella serie televisiva di fantascienza Star Trek: Discovery (2017-2024).

## Biografia
Patrick Kwok-Choon nasce a Montréal, in Québec, il 19 novembre 1988, da genitori sino-mauriziani. Frequenta l'Università Concordia ottenendo un Bachelor of Arts & Sciences. Trasferitosi a Toronto, in Ontario, frequenta la George Brown Theatre School. Subito dopo la laurea, gli viene offerto un posto nel consiglio consultivo della stessa scuola. Nel 2014 è uno dei dieci vincitori su seicento candidati di una borsa di studio per il CFC Actors Conservatory.
Patrick Kwok-Choon ottiene il suo primo ruolo immediatamente dopo la laurea, interpretando Ferdinand nella messa in scena della Canadian Stage Company de La tempesta di William Shakespeare. Già durante la rappresentazione de La tempesta, l'attore viene ingaggiato nell'opera teatrale Rock 'n' Roll di Tom Stoppard, in cui interpreta diversi personaggi, compresi Stephen, il fidanzato idealista e politicizzato della nipote del professore, e Piper, personaggio ispirato a Syd Barrett, chitarrista e fondatore dei Pink Floyd. Rock 'n' Roll viene diretto da Donna Feore, moglie dell'attore canadese Colm Feore. Rock 'n' Roll viene rappresentato al St. Lawrence Centre for the Arts di Toronto e al Citadel Theatre di Edmonton, in Alberta. Nel 2010 interpreta il personaggio principale dell'opera teatrale A Boy Called Newfoundland di Graeme Gillis al Tarragon Theatre di Toronto.
Nel 2012 interpreta il soldato David Taylor nella coproduzione tra il Royal National Theatre di Londra e Mirvish Productions dell'opera teatrale di Nick Stafford War Horse, adattamento dell'omonimo romanzo di Michael Morpurgo, esibendosi anche in teatri di Toronto, tra cui il Theatre Passe Muraille, il Factory Theatre, il Toronto Fringe Festival e il Princess of Wales Theatre. È inoltre uno dei principali burattinai dello spettacolo, poiché si è formato alla Handspring Puppet Company.
Dopo aver interpretato piccole parti nel 2010 in serie televisive canadesi e statunitensi come Covert Affairs e Being Erica, nel 2011 viene ingaggiato per quello che sarà destinato a rappresentare una svolta nella sua carriera: il ruolo di Bunny Ho nel film per la televisione diretto da Ken Girotti Amici e traditori (Befriend and Betray). A questo seguiranno altri ruoli in singoli episodi di altre serie televisive, tra Canada e Stati Uniti, tra le quali: Rookie Blue (2011), Nikita (2013) e Lucky 7 (2014). Nel 2015 è protagonista nei panni di Seth Park di Open Heart, serie televisiva statunitense/canadese prodotta da Epitome Pictures di DHX Media in associazione con Marblemedia, durata una sola stagione, trasmessa a partire dal 20 gennaio 2015 da TeenNick negli Stati Uniti. Lo stesso anno è protagonista nei panni di Jung nell'acclamata opera teatrale scritta da  Ins Choi della Soulpepper Theatre Company Kim's Convenience, rappresentata al St Lawrence Centre for the Arts.
Nel 2017 Patrick Kwok-Choon entra a far parte di Star Trek: Discovery, sesta serie live action del celebre franchise di fantascienza Star Trek e prima dell'Expanded Universe, in cui interpreta il personaggio ricorrente del tenente comandante Gen Rhys, ufficiale tattico sulla plancia della USS Discovery NCC-1031 e NCC-1031-A, sotto il comando dei capitani Gabriel Lorca, Saru, Christopher Pike e infine Michael Burnham. L'attore rimane nella serie per 50 episodi, dal 2017 al 2024, per tutta la durata della serie stessa.
Nel 2022 Patrick Kwok-Choon presta la voce a Yong Bao, il treno asiatico, nel doppiaggio destinato al mercato statunitense della serie televisiva animata per bambini Thomas & Friends: All Engines Go. Nel 2023 l'attore firma con l'agenzia di talenti Buchwald, presumibilmente per ottenere nuovi ruoli cinematografici. Poco dopo viene scelto per interpretare un ruolo secondario nel film scritto e diretto da Ari Aster, Beau ha paura (Beau Is Afraid), al fianco di Joaquin Phoenix. Il film racconta la storia surreale di un uomo paranoico che intraprende un'odissea epica per ritornare a casa da sua madre.

## Vita privata
Patrick Kwok-Choon è abile nelle arti marziali, in particolare nel Taekwondo e nel Muay thai. Ha anche una cintura nera di Krav Maga.
Attualmente risiede e lavora tra Toronto, in Ontario, e Los Angeles, in California.

## Filmografia

### Attore

#### Cinema
- Alice, regia di Slater Jewell-Kemker - cortometraggio (2013)
- Nurse - L'infermiera (Nurse 3-D), regia di Douglas Aarniokoski (2013)
- Steak Juice, regia di Blake Hannahson - cortometraggio (2014)
- Beethoven - Alla ricerca del tesoro (Beethoven's Treasure), regia di Ron Oliver - direct-to-video (2014)
- Bottomfeeder, regia di AJ Smith - cortometraggio (2014)
- Managing Your Priorities, regia di Ed Couppee - direct-to-video (2015)
- My Ex-Ex, regia di Nathaniel Warsh (2015)
- Wet Blanket, regia di Rebecca Davey e Marie-Claire Marcotte - cortometraggio (2016)
- Achieve Forum, regia di Ed Couppee - direct-to-video (2016)
- Happy F#@%Ing New Year, regia di Kevin McGarry - cortometraggio (2016)
- Keep Coming Back!, regia di Brendan Brady - cortometraggio (2018)
- Mani Pedi, regia di Marlene Goldman - cortometraggio (2021)
- Astonishing Tales of Terror: Rocktapussy!, regia di Andrew Cymek - direct-to-video (2022)
- Frontline, regia di Dan Slater - cortometraggio (2022)
- Beau ha paura (Beau Is Afraid), regia di Ari Aster (2023)
- Famous, regia di Martha McGrath (2023)
- Undocumented, regia di Michael Mazzuca - cortometraggio (2023)

#### Televisione
- Covert Affairs - serie TV, episodio 1x09 (2010)
- Being Erica - serie TV, episodio 3x08 (2010)
- Amici e traditori (Befriend and Betray), regia di Ken Girotti - film TV (2011)
- Rookie Blue - serie TV, episodio 2x09 (2011)
- The Ron James Show - serie TV, episodio 3x04 (2011)
- Sunshine Sketches of a Little Town, regia di Don McBrearty - film TV (2012)
- Nikita - serie TV, episodio 3x16 (2013)
- The Best Laid Plans, regia di Peter Moss e James Allodi - miniserie TV, puntate 3-5-6 (2014)
- Lucky 7 - serie TV, episodio 1x08 (2014)
- Open Heart - serie TV, 12 episodi (2015)
- Remedy - serie TV, episodio 2x08 (2015)
- Backpackers - serie TV, 5 episodi (2015)
- Man Seeking Woman - serie TV, episodio 2x01 (2016)
- Serialized - Omicidi in serie (Serialized), regia di Michel Poulette - film TV (2016)
- Shoot the Messenger - serie TV, 4 episodi (2016)
- Second Jen - serie TV, episodi 1x06-2x01 (2016-2018)
- Some Kind of Life - serie TV, episodi 1x07-1x08 (2017)
- Ransom - serie TV, episodio 1x08 (2017)
- Dark Matter - serie TV, episodio 3x13 (2017)
- Wynonna Earp - serie TV, episodi 2x03-2x11-2x12 (2017)
- Strana squadra (Odd Squad) - serie TV, episodi 2x15-2x25 (2017)
- Star Trek: Discovery - serie TV, 50 episodi (2017-2024)
- Cardinal - serie TV, episodi 2x02-2x15 (2018)
- Hudson & Rex - serie TV, episodi 1x07-1x09 (2019)
- Private Eyes - serie TV, episodio 3x09 (2019)
- Diggstown - serie TV, episodio 2x01 (2020)
- Nine Films About Technology - serie TV, episodi 1x03-1x05-1x06 (2021)
- An Ice Wine Christmas, regia di Jill Carter - film TV (2021)
- Agenzia Roman: case infestate vendesi (SurrealEstate) - serie TV, 8 episodi (2021-2023)
- Skymed - serie TV, 9 episodi (2022)
- Making Scents of Love, regia di Robin Dunne - film TV (2023)
- Heritage Minutes - serie TV, episodio 22x01 (2024)

### Doppiatore

#### Cinema
- PAW Patrol - Il film (PAW Patrol: The Movie), regia di Cal Brunker (2021)
- PAW Patrol - Il super film (PAW Patrol: The Mighty Movie), regia di Cal Brunker (2023)

#### Televisione
- Star Trek Logs - serie TV, episodio 2x21 (2022)
- Thomas & Friends: All Engines Go - serie animata, episodi 1x27-1x39 (2022)

#### Videogiochi
- Far Cry 6, regia di Ben Bauer, Omar Bouali, Kama Dunsmore, Benjamin Hall, Mischa Hrziwnatzki, Ji Wen Jing, Karri Kiviluoma, Anthony Kwan, Alexandre Letendre, Catherine Tirran e Grant Harvey (2021)
- Far Cry 6 - Pagan: Control, regia di Ben Bauer, Omar Bouali, Navid Khavari, Karri Kiviluoma e Alexandre Letendre (2022)
- Reverse: 1999 (2023)
- Avatar: Frontiers of Pandora, regia di Peter Gornstein, Michael Mazzuca e Annie Reid (2023)

## Teatro
- The Tempest (2009)
- Rock 'n' Roll, regia di Donna Feore, St. Lawrence Centre for the Arts, Toronto/Citadel Theatre, Edmonton (2009)
- A Boy Called Newfoundland, Tarragon Theatre, Toronto (2010)
- War Horse, Theatre Passe Muraille/Factory Theatre/Toronto Fringe Festival/Princess of Wales Theatre, Toronto (2012)
- Kim's Convenience, St Lawrence Centre for the Arts, Toronto (2015)

## Riconoscimenti
- IGN Summer Movie Awards
  - 2019 - Candidatura al miglior cast televisivo per Star Trek: Discovery (condiviso con altri)

## Doppiatori italiani
Nelle versioni in italiano delle opere in cui ha recitato, Patrick Kwok-Choon è stato doppiato da: 
- Angelo Sorino in Beethoven - Alla ricerca del tesoro[7]
- Massimo Aresu in Amici e traditori[8]
- Emanuele Ruzza in Star Trek: Discovery[9]
- Alessandro Campaiola in Beau ha paura[10]